# ジョージア州のスポーツ
ジョージア州のスポーツ（ジョージアしゅうのスポーツ）では、アメリカ合衆国のジョージア州におけるスポーツについて解説する。

## 1996年夏季オリンピック

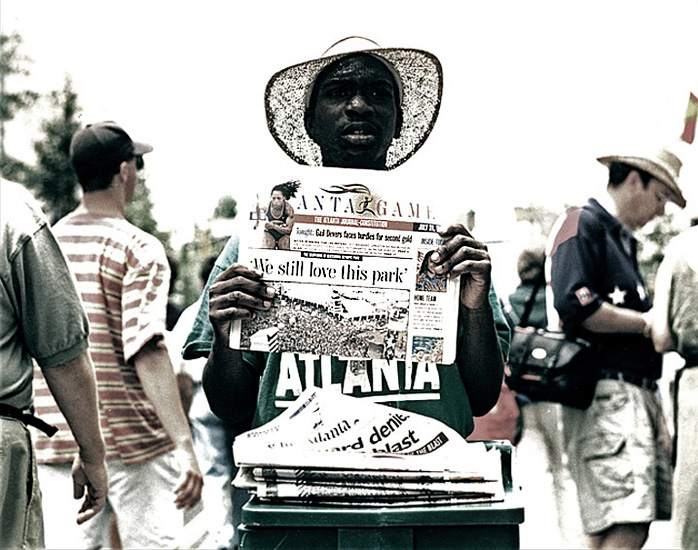
"We Still Love This Park"

アトランタは1996年7-8月のオリンピックとパラリンピックの開催地となった。オリンピック真っ只中の7月27日には111人が死傷する爆発事故が起こっている。この事件では日本政府の池田行彦外相が事実関係を確認中であるが、このようなことが起こったことは誠に遺憾であるとの談話を発表した。第一発見者のリチャード･ジュエル警備員はアトランタ・オリンピック記念公園で警備員を務めていた。リチャードは強面だが正義感があり、母親の愛情を受けて育てられた親孝行の息子であった。ジュエルは爆弾の入った不審なリュックサックを発見し、爆弾事件の発生当初は多くの観光客を爆死から救ったヒーロー扱いされたが、3～4日後にはアトランタ・ジャーナル紙などで一転して犯人扱いされた。真犯人のエリック・ルドルフはビンラディンと並ぶほど凶悪指名手配リストに載せられ、2003年にノースキャロライナ州のゴミ箱内で捕まった。ルドルフはホームレスのような格好をしており、逮捕は新人警官のお手柄だった。ルドルフ氏は「アーミー・オブ・ゴッド（神の軍隊）」という準軍事組織グループのメンバー。妊娠中絶クリニックの爆破やゲイバーの爆破にも関与していた。リチャードはこの報道被害によって精神面の不調をきっし、11年後の2007年に失意のうちに死亡した。44歳のはかない命だった。ジュエルの災難はクリント・イーストウッド監督によって映画化される話もある。レオナルド・ディカプリオがジュエルの弁護士に扮するという。この爆弾事件は4半世紀後の東京オリンピックの警備体制にも一考の余地を与えている。

## プロチーム
| クラブ                         | 競技             | リーグ     |
| ------------------------------ | ---------------- | ---------- |
| アトランタ・ブレーブス         | 野球             | MLB        |
| アトランタ・ファルコンズ       | アメフト         | NFL        |
| アトランタ・ホークス           | バスケ           | NBA        |
| アトランタ・グラディエイターズ | アイスホッケー   | ECHL       |
| アトランタ・リノス             | ラグビー         | USAリーグ  |
| アトランタ・ワイルドキャッツ   | バスケ           | ABA        |
| アトランタ・エクスプロージョン | アメフト         | 独立女子FL |
| オーガスタ・グリーンジャケッツ | 野球             | SAL        |
| コロンブス・コットンマウツ     | アイスホッケー   | SPHL       |
| コロンブス・ライオンズ         | インドアアメフト | PIFL       |
| グルジア・ガジルズ             | バスケ           | ABA        |
| グウィネット・ブレーブス       | 野球             | IL         |
| メイコン・メイヘム             | アイスホッケー   | SPHL       |
| ローマ・ブレーブス             | 野球             | SAL        |
| アトランタ・ユナイテッドFC     | サッカー         | MLS        |

## NCAA

### ディビジョン1
- ディビジョン1の大学は以下のとおり。

カレッジフットボールの世界でディビジョン1 FBSに区分されるのは...
- ジョージア大学
- 南ジョージア大学
- ジョージア州立大学
- ジョージア工科大学

ディビジョン1 FCSに区分されるのは...
- ケネソー州立大学
- マーサー大学
- サヴァナ州立大学

### ディビジョン2
カレッジフットボールの世界でディビジョン2に区分されるのは...
- アルバニー州立大学
- アームストロング州立大学
- オーガスタ大学
- クラーク・アトランタ大学
- クレイトン州立大学
- コロンブス州立大学
- エマヌエル・カレッジ
- フォーゥト・ヴァリィ州立大学
- ジョージアカレッジ・州立大学
- ジョージア・サウスウェスタン州立大学
- モアハウス大学
- 北ジョージア大学
- パイン・カレッジ
- ヴァルドスタ州立大学
- 西ジョージア大学
- ヤング・ハリス・カレッジ

## その他
- マスターズ・トーナメント - ゴルフのメジャー選手権の1つで、オーガスタ・ナショナル・ゴルフクラブで開催される